# Klucz lipowiecki

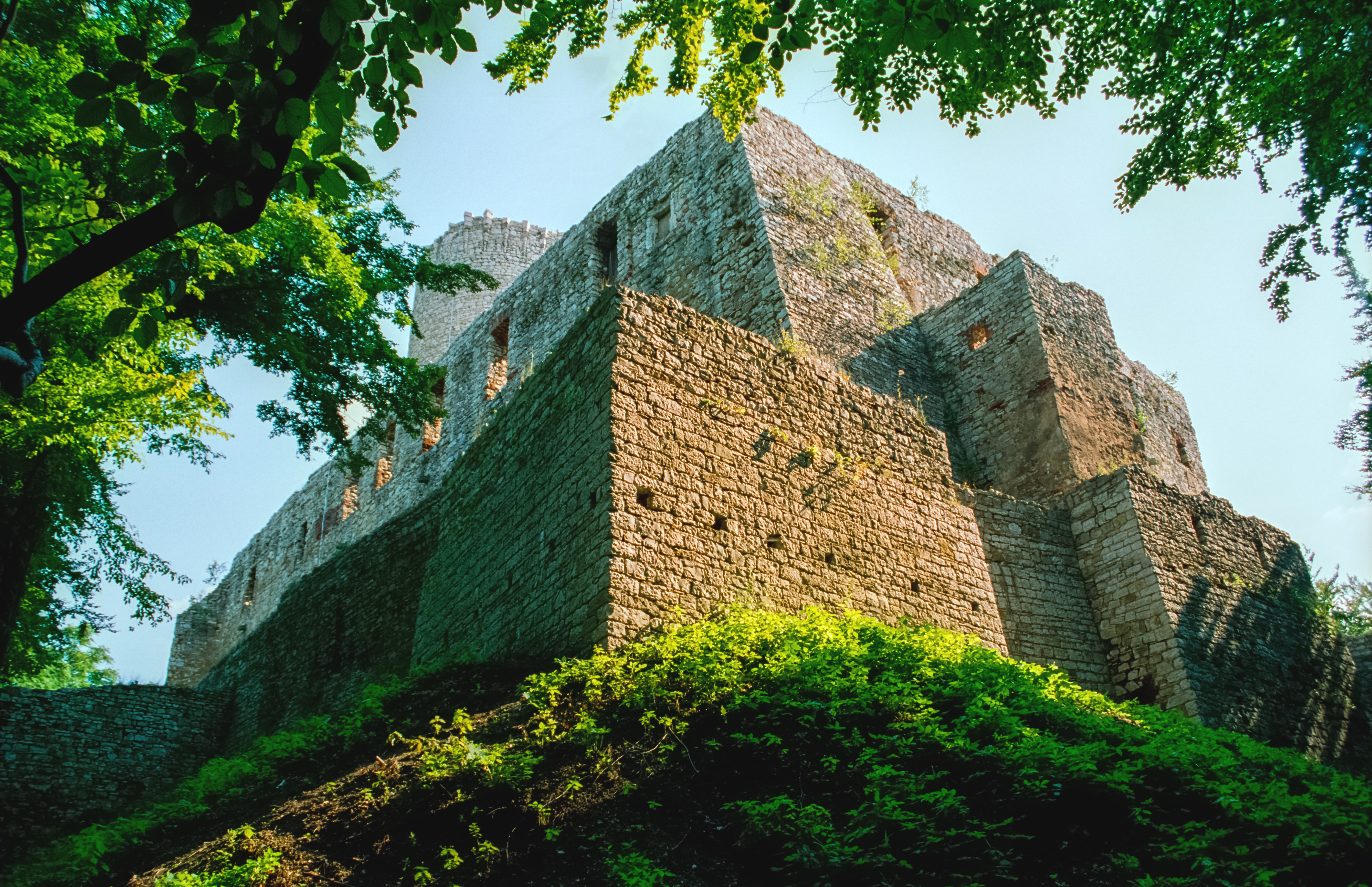
Zamek w Lipowcu – centrum administracyjne klucza lipowieckiego

Klucz lipowiecki – istniejący od XIII do XVIII wieku klucz dóbr biskupstwa krakowskiego, zarządzany z zamku Lipowiec. Jego dobra nabyte zostały przez biskupa Jana Prandotę w 1242 roku od klasztoru Benedyktynek w Staniątkach. W różnych okresach historycznych obejmował wsie: Babice, Chełm, Dąbrówka, Imielin, Jankowice, Jeleń, Kosztowy, Kwaczała, Mętków, Olszyny, Rozkochów, Wygiełzów, Zagórze, Źródła i Żarki.

## Literatura
- Franciszek Ciura: Klucz lipowiecki. Z dziejów klucza lipowieckiego i jego miejscowości, Kraków 2009, ISBN 978-83-923191-6-0.